# Mycoplasma phocidae
Mycoplasma phocidae è una specie di batterio appartenente alla famiglia delle Mycoplasmataceae.